# Lu Min
Lu Min (xinès simplificat: 鲁敏, pinyin: Lǔ Mǐn; Dongtai, 1973) és una escriptora xinesa, considerada com la representant més sofisticada de l'anomenada literatura urbana xinesa.

## Biografia
Lu Min va néixer l'any 1973 a Dongtai, província de Jiangsu a la Xina. La seva mare era mestre i el seu pare enginyer. Va passar la seva infància a Dongtai i l'adolescència a Nanjing. Va començar a treballar als 18 anys i va ocupar posicions molt diverses, com venedora,secretaria, periodista i funcionaria empleada de correus, feina que va fer durant divuit anys. Com a anècdota s'explica que Lu va decidir dedicar-se a la literatura quan a l'oficina postal on treballava va conèixer a l'escriptor Su Tong que hi anava a comprar segells.

#### Carrera literària
Lu Min forma part de la generació d'escriptors xinesos nascuts als anys 70 que van ser redescoberts després de la notorietat assolida per la generació d'escriptors nascuts als anys 80: aquesta,i que alguns crítics han definit com "generació intermèdia" ("中间代"). Malgrat que se l'ha considera com una escriptora de literatura urbana, l'univers literari de Lu Min també inclou el relats ambientats en el món rural, món tant imaginari com real, una mena d'utopia rural que, sota la seva ploma, s'anomena Dongba (“东坝”) i que s'enfonsa a les seves arrels, les de la seva infantesa i la seva família.
El seu primer conte 寻找李麦 (Buscant Li Mar) el va publicar el febrer del 2001 en una revista literària de Tianjin. A partir d'aquesta publicació va ser contactada per la revista 十月 (Octubre) a la qual va enviar altres dues històries, "宽恕 (Perdó) i 冷风拂面 (Sota una brisa gelada), que d'alguna forma va representar l'inici de la seva carrera literària.
El seu estil s'ha comparat amb autors com Shen Congwen i Wang Zengqi En l'entrega del Premi Lu Xun, Li Jingze, secretària del Secretariat de l'Associació d'Escriptors de la Xina va dir sobre Lu Min, "Lu Min està preocupada per la complexa vida urbana, pren també explora amb profunditat els problemes espirituals de la gent."
És la vicepresidenta més jove de l'Associació d'Escriptors de Jiangsu.
Molts dels seus contes s'han traduït a l'alemany, francès, japonès, rus, anglès, espanyol, italià, àrab i coreà.

## Obres destacades
| Any  | Títol xinès  | Traducció                        |
| ---- | ------------ | -------------------------------- |
| 2009 | 伴宴         | Accompanying the Feast           |
| 2010 | 此情无法投递 | This Love Could Not Be Delivered |
| 2012 | 六人晚餐     | Dinner for Six                   |
| 2013 | 回忆的深渊   | Les abîmes du souvenir           |
| 2017 | 镜中姐妹     | Les germanes del mirall          |
| 2018 | 火烧云       | The Burning Cloud                |
| 2019 | 荷尔蒙夜谈   | Hormone Night Talk               |
| 2022 | 金色河流     | El riu d'or                      |

#### Premis
- 2007 : Premi "Joves Escriptors Xinesos "

- 2009 : Premi Lu Xun de Literatura[5] per la seva novel·la Accompanying the Feast (Banyan 伴宴)
- 2012 : People’s Literature Award.per 六人晚餐 (Dinner for Six) Adaptada al cinema pel director Li Yuan amb el títol "Youth Dinner".

- 2018 : 5è Premi de Literatura Feng Mu.[6]
- 2019 : 6è Premi de Literatura Wang Zengqi.per 火烧云 (Fire Burning Cloud)
- 2021 : Premi Fenix
- 2022 : 2n premi de literatura xinesa Cao Xueqin per 金色河流